# 2007 au Soudan
Cet article présente les faits marquants de l'année 2007 au Soudan.

## Évènements
- Lundi 29 janvier : l'ONG Médecins du monde se retire du Darfour, jugeant la situation trop dangereuse.
- Mardi 29 mai : le Président George W. Bush annonce le renforcement des sanctions financières contre le Soudan ainsi qu'un embargo sur les armes, alors que le ministre français des Affaires étrangères, Bernard Kouchner propose la mise en place d'un « couloir humanitaire sécurisé » afin d'assurer l'acheminement des aides vers le Darfour à partir du Tchad.
- Lundi 25 juin : à Paris, ouverture de la conférence internationale sur le Darfour en présence de 17 pays dont les États-Unis, la Russie et la Chine, impliquée en tant que principal soutien financier et économique du gouvernement soudanais.